# Martine Kalayan
Martine Kalayan est une actrice française née en 1948.

## Biographie
Martine Kalayan est une ancienne élève de l'École Charles DULLIN. Exerce actuellement le métier d'avocate.

## Filmographie
- 1977 : La Communion solennelle de René Féret : Jacqueline Pernot-Dauchy
- 1980 : À vendre de Christian Drillaud : Colette
- 1983 : Itinéraire bis de Christian Drillaud : Jeanne